# Anthony Higgins
Anthony Higgins (Northampton, 9 de maio de 1947) é um ator inglês. Tambem é conhecido pelo seu Pseudónimo Anthony Corlan.

## Filmografia
- Malice in Wonderland (2009) – Rex
- Chromophobia (2005) – Geoffrey Wharton
- The Last Minute (2001) – Walsh
- Deeply (2000) – Adm. Griggs
- Bandyta (1997)
- The Fifth Province (1997) – Marcel
- Indian Summer (1996) – Ramon
- Nostradamus (1994) – King Henry II
- For Love or Money (1993) – Christian Hanover
- Sweet Killing (1993) – Adam Crosse
- La règle du je (1992) – Alexander
- The Bridge (1992) – Reginald Hetherington
- Max, Mon Amour (1986) – Peter Jones
- Young Sherlock Holmes (1985) – Professor Rathe
- The Bride (1985) – Clerval
- She'll Be Wearing Pink Pyjamas (1984) – Tom
- The Draughtsman's Contract (1982) – Mr. Neville
- Raiders of the Lost Ark (1981) – Gobler
- Quartet (1981) – Stephan Zelli
- Voyage of the Damned (1976) – Seaman Berg
- Flavia, la Monaca Musulmana (1974) (como Anthony Corlan) – Ahmed
- Vampire Circus (1972) – Emil
- Something for Everyone (1970) (como Anthony Corlan) – Helmuth Von Ornstein
- Taste the Blood of Dracula (1970) (como Anthony Corlan) – Paul Paxton
- A Walk with Love and Death (1969) (como Anthony Corlan) – Robert of Loris